# Sanpo suru shinryakusha
Sanpo suru shinryakusha (散歩する侵略者, "Invasors passejant") coneguda internacionalment com Before We Vanish, és una pel·lícula de ciència-ficció japonesa dirigida per Kiyoshi Kurosawa. Es basa en una obra de teatre de la companyia de teatre Ikiume de Tomohiro Maekawa i l'adaptació a la novel·la escrita per Maekawa. És protagonitzada per Masami Nagasawa, Ryuhei Matsuda, Mahiro Takasugi, Yuri Tsunematsu i Hiroki Hasegawa.
Sanpo suru shinryakusha va guanyar dues nominacions als Premis de l'Acadèmia Japonesa. La pel·lícula es va estrenar en competició a la secció Un Certain Regard al 70è Festival Internacional de Cinema de Canes el 21 de maig de 2017. També va participar en la selecció oficial del L Festival Internacional de Cinema Fantàstic de Catalunya.

## Argument
Un alienígena en forma d'escolar anomenada Akira (Yuri Tsunematsu) aparentment mata la seva família, després camina descuidadament pel mig d'un carrer, provocant que un mitjà d'evasió es bolqui. Un segon alienígena va ser agafat pel cos d'un home, Shinji (Ryuhei Matsuda), la dona del qual Narumi (Masami Nagasawa) és influïda a causa dels canvis profunds en la seva personalitat. Li demana que el guiï.
Un tercer alienígena pren el cos d'un adolescent, Amano (Mahiro Takasugi). Es connecta amb un periodista autònom, Sakurai (Hiroki Hasegawa), que es converteix en el seu guia. L'Amano admet a Sakurai que és un extraterrestre, i Sakurai possiblement s'ho creu i el mira. Els extraterrestres no amenacen els seus guies. L'Amano i la Sakurai finalment localitzen l'Akira. Els tres viatgen junts, encara que en Sakurai es veu pertorbada per la violència de l'Akira.
Els extraterrestres són exploradors avançats per a una invasió massiva de la Terra. Per aprendre com viuen i pensen els humans, roben temes o conceptes filosòfics als humans, que després ja no els poden entendre. Així, l'alienígena Amano pren la "llibertat" dels pares de l'Amano humà i es converteixen en servidors. En Shinji s'allunya de la "família" de la germana d'en Narumi, que se'n va mentre diu que Narumi ha tornat. Més tard pren la "possessió" d'un jove tancat, que procedeix a sortir al món com a defensor del materialisme. Alien Shinji es converteix, en molts aspectes, en un millor marit per a Narumi. "Shinji està trencat", li diu a Narumi, "el reconstruiré".
Les autoritats governamentals estan treballant per localitzar l'Akira, que veuen com el centre d'un perillós alliberament de virus. Es declara l'estat d'emergència, amb la implicació de les SDF. Mentrestant, l'Amano i l'Akira s'han de trobar amb en Shinji per desencadenar l'inici de la invasió. Sakurai treballa inicialment per evitar-ho, però després de la mort de les formes humanes dels dos joves alienígenes, intenta iniciar la invasió ell mateix.
Narumi convoca en Shinji perquè li tregui "amor" i ho fa. Està aclaparat pel sentiment; el sorprèn com de complicat és "l'amor". Mentrestant, Narumi ja no pot sentir emoció. La invasió està anul·lada. Sakurai ha mort després de l'atac de l'avió de guerra. Al mateix temps, Narumi i Shinji arriben al turó on poden veure l'oceà. De sobte, els extraterrestres comencen a envair la terra i ataquen a Narumi i Shinji, però sobreviuen.
Dos mesos després, els extraterrestres deixen d'envair la Terra i molts humans sobreviuen. No obstant això, moltes persones han perdut el concepte de qui són i tenen danys físics i mentals duradors que no tenen una manera clara de curar.
Al final de la pel·lícula es va trobar que Shinji treballava per a l'esforç de socors mentre Narumi estava hospitalitzada perquè va perdre el concepte d'amor i totes les emocions relacionades. Shinji va dir que la invasió es va aturar perquè els extraterrestres van aprendre dels humans. El metge de socors va assenyalar que en el moment de la invasió els humans s'enfrontaven a molts problemes greus per si mateixos, fent que ja no fos un resultat positiu de la invasió alienígena.

## Repartiment
- Masami Nagasawa com a Narumi Kase – Protagonista que està confosa pel canvi dramàtic del seu marit. Com sempre, intenta acollir-lo com a membre de la família.
- Ryuhei Matsuda com a Shinji Kase -el marit de Narumi que té el seu cos apoderat per un extraterrestre.
- Hiroki Hasegawa com a Sakurai –periodista que busca respostes sobre l'assassinat d'una família.
- Mahiro Takasugi com a Amano –Un nen Sakurai entra en contacte mentre investiga el cas. Personatge misteriós.
- Yuri Tsunematsu com Akira Tachibana –Estudiant de secundària que té un atletisme sorprenent. Extraterrestre violent.
- Atsuko Maeda com Asumi Kase
- Shinnosuke Mitsushima com a Maruo
- Kazuya Kojima com el detectiu Kurumada
- Ken Mitsuishi com a Suzuki
- Masahiro Higashide com a pastor
- Kyōko Koizumi com a metge
- Takashi Sasano com a Shinagawa[6]

## Producció
La producció es va dur a terme des de finals de juliol fins a l'agost de 2016. El rodatge va tenir lloc a la prefectura d'Ibaraki, prefectura de Tochigi, prefectura de Saitama, prefectura de Shizuoka i prefectura de Kanagawa.
A la prefectura de Tochigi, van utilitzar una fàbrica abandonada com a pati de supervivència que apareix al final de la pel·lícula. A més, a finals d'agost de 2016, van utilitzar la fàbrica Kirin Beer com a terra erma.
La casa on vivien en Narumi i Shinji van ser rodades a l'acte. El dissenyador de producció, Ataka Norifumi, va dir que va col·locar moltes línies o formes diagonals dins de la casa amb el propòsit que pogués imposar la incomoditat entre Narumi i Shinji. A més, va esmentar que va prendre colors de to més càlid perquè el públic pugui veure la baixa energia de la parella.
Akiko Ashizawa, director de fotografia, decideix rodar amb l'Arri Alexa XT Plus amb una lent anamòrfica.

## Música
L'àlbum de la banda sonora original es va publicar el 6 de setembre de 2017 a partir del segell Pony Canyon. La banda sonora té 26 cançons.

## Estrena
La pel·lícula es va estrenar a la secció Un Certain Regard al 70è Festival Internacional de Cinema de Canes el 21 de maig de 2017. Fou llançada al Japó el 9 de novembre de 2017.

## Recepció

### Taquilla
Al Japó, la pel·lícula va guanyar 448.829 dòlars el cap de setmana d'obertura.

### Crítics
A Rotten Tomatoes, la pel·lícula té una puntuació d'aprovació del 79%, basada en 48 ressenyes, i una puntuació mitjana de 6,48/10. El consens crític del lloc afirma: "Before We Vanish troba el treball de Kiyoshi Kurosawa dins de les directrius de gènere ben establertes per fer una mirada punyent i sorprenentment sincera a l'estat humà." A Metacritic, que assigna una puntuació normalitzada, la pel·lícula té una puntuació de 64 sobre 100, basada en 14 ressenyes, indicant "crítiques generalment favorables".
Stephen Dalton de The Hollywood Reporter va dir: "Canviant perpètuament de marxes entre el pastitx de ciència-ficció lúdic, la comedia romàntica peculiar i el thriller apocalíptic, Before We Vanish podria haver funcionat millor com a gènere dedicat únic, però es torna una mica desordenat intentar imitar-lo una altra vegada." Hollywood Reporter va donar a aquesta pel·lícula una crítica dura. També va assenyalar el seu temps de funcionament. Va dir que podria haver estat més curt segons els esdeveniments argumentals de la pel·lícula. La seva llarga durada creada pel director Kurosawa només va fer que el públic s'impaciés i va perdre el suspens. A la pel·lícula es poden veure elements inconsistents, va escriure; falta d'explicació sobre la motivació de la Sakurai per oferir el seu cos a l'extraterrestre, o la motivació de la Narumi per cuidar la seva situació amb el seu marit més de prop que salvar la Terra. Finalment, va esmentar que les darreres seqüències d'acció es mostren massa tard encara que les seves visuals eren espectaculars. Després de tot, resumeixen la ressenya amb aquesta frase "Amb la incontinència tonal de Kurosawa al capdavant, és difícil dir què".
Mentrestant, Maggie Lee de Variety va dir: "Tocant sovint com una sàtira política absurgent amb només llampecs de violència, aquest treball d'esquetxos de baixa tensió no gratifica els calfreds ni l'adrenalina anhelades pels fans anhelen, però el tancament toca una corda romàntica tan pura que tots els cínics menys els més cansats quedaran emocionats."
Simon Abrams va escriure una ressenya a Roger Ebert.com. Va començar dient que el temps d'execució de 130 minuts és massa llarg tenint en compte la quantitat de desenvolupament dels personatges i les trames del drama d'invasió alienígena. També va esmentar que no hi ha gaire raonament per al comportament del personatge. Per exemple, cap al final de la pel·lícula, els guies humans comencen a construir connexions més profundes amb els invasors, però de vegades no es mostren raons clares a la pel·lícula. No obstant això, va elogiar la direcció de Kurosawa per als actors. Va assenyalar que a algunes persones no els agrada el flux emocional que passa a la pel·lícula, el diàleg antinatural i la manca de desenvolupament del personatge. Després de tot, recomana aquesta pel·lícula pel seu concepte únic que els extraterrestres intenten robar conceptes als humans. RogerEbert.com va donar a la pel·lícula 3 de 4 estrelles, comentant que "la seva ingènua esperança és contagiosa i les seves grans idees són captivadores".
Segons la revisió feta per Film Inquiry, "Before We Vanish" va donar una bona impressió. Van donar un gran reconeixement per la manera com Kurosawa va dirigir la pel·lícula de ciència-ficció. Els detalls esmentats van ser la singularitat de la jove coberta de sang i imatges visuals violentes que es referien a la ciència-ficció dels anys 50. Van dir: "Aquest intent extraterrestre d'entendre l'emoció humana a través d'una sèrie de conceptes és una idea intel·ligent". La trama de la pel·lícula va superar les expectatives que tenen els espectadors cap a les pel·lícules estàndard de ciència-ficció amb extraterrestres. No obstant això, van assenyalar que alguns crítics pensaven que la durada de la pel·lícula s'hauria pogut reduir, encara que és de 130 minuts; van pensar que alguns punts de la trama estaven "extrets innecessàriament".

## Reconeixements
| Premi                                     | Data de cerimònia    | Categoria                                                  | Receptor(s)      | Resultat  | Ref(s) |
| ----------------------------------------- | -------------------- | ---------------------------------------------------------- | ---------------- | --------- | ------ |
| Premis de l'Acadèmia Japonesa             | 2 de març de 2018    | Director de l'any                                          | Kiyoshi Kurosawa | Nominat   | [ 21 ] |
| Premis de l'Acadèmia Japonesa             | 2 de març de 2018    | Interpretació destacada d'una actriu en un paper principal | Masami Nagasawa  | Nominat   | [ 21 ] |
| Tokyo Sports Film Award                   | 25 de febrer de 2018 | Millor actriu                                              | Masami Nagasawa  | Guanyador | [ 22 ] |
| Premis de Cinema Mainichi                 | 15 February 2018     | Millor actriu                                              | Masami Nagasawa  | Guanyador | [ 23 ] |
| Premis de Cinema Mainichi                 | 15 February 2018     | Millor actor novell                                        | Mahiro Takasugi  | Guanyador | [ 23 ] |
| Festival Internacional de Cinema de Canes | 2017                 | Premi d’Un Certain Regard                                  | Kiyoshi Kurosawa | Nominat   | [ 24 ] |
| Festival Internacional de Cinema de Canes | 2017                 | Premi Direcció d'Un Certain Regard                         | Kiyoshi Kurosawa | Nominat   | [ 24 ] |
| Festival Internacional de Cinema de Canes | 2017                 | Premi del Jurat - Un Certain Regard                        | Kiyoshi Kurosawa | Nominat   | [ 24 ] |
| Festival Internacional de Cinema de Canes | 2017                 | Premi Un Certain Regard a la millor actriu                 | Masami Nagasawa  | Nominat   | [ 24 ] |
| Festival Internacional de Cinema de Canes | 2017                 | Premi a la Millor Narrativa Poètica - Un Certain Regard    | Kiyoshi Kurosawa | Nominat   | [ 24 ] |

## Llegat
Yochō: Sanpo Suru Shinryakusha es va crear com a spin-off de Before We Vanish. Es va estrenar a les sales de cinema al Japó l'11 de novembre de 2017.